# 3448 Narbut
3448 Narbut è un asteroide della fascia principale. Scoperto nel 1977, presenta un'orbita caratterizzata da un semiasse maggiore pari a 2,1919235 UA e da un'eccentricità di 0,1183911, inclinata di 3,38862° rispetto all'eclittica.